# Cratere Yonge
Yonge  è un cratere sulla superficie di Venere. Deve il suo nome alla scrittrice britannica Charlotte Mary Yonge (1823-1901).